# Rock Pile Peaks
Die Rock Pile Peaks (englisch für Steinhaufengipfel) sind eine Gruppe von Berggipfeln mit einer Maximalhöhe von 1110 m an der Bowman-Küste des Grahamlands auf der Antarktischen Halbinsel. Sie ragen zwischen dem Wilson-Pass und dem Rock Pile Point auf der Bermel-Halbinsel auf.
Luftaufnahmen entstanden 1928 durch den australischen Polarforscher Hubert Wilkins und 1935 durch den US-amerikanischen Polarforscher Lincoln Ellsworth. Diese dienten dem US-amerikanischen Geographen W. L. G. Joerg für eine erste Kartierung. Weitere Luftaufnahmen fertigen 1940 Wissenschaftler der United States Antarctic Service Expedition (1939–1941) an. Der Falkland Islands Dependencies Survey nahm 1947 eine geodätische Vermessung vor. Die deskriptive Namensgebung geht auf einen Vorschlag des UK Antarctic Place-Names Committee aus dem Jahr 1952 zurück, bei der die Benennung des Rock Pile Point als Vorlage diente.